# Luotache (sockenhuvudort i Kina, Hunan Sheng, lat 29,21, long 109,52)
Luotache (kinesiska: 洛塔车, 洛塔乡) är en sockenhuvudort i Kina. Den ligger i provinsen Hunan, i den södra delen av landet, omkring 350 kilometer väster om provinshuvudstaden Changsha. Antalet invånare är 12 016. Befolkningen består av 5 769 kvinnor och 6 247 män. Barn under 15 år utgör 20,0 %, vuxna 15-64 år 67 %, och äldre över 65 år 11,0 %.
Runt Luotache är det ganska tätbefolkat, med 144 invånare per kvadratkilometer. Närmaste större samhälle är Zhaoshi, 9,9 km väster om Luotache. I omgivningarna runt Luotache växer i huvudsak blandskog.
Genomsnittlig årsnederbörd är 1 711 millimeter. Den regnigaste månaden är maj, med i genomsnitt 288 mm nederbörd, och den torraste är december, med 22 mm nederbörd.